# 調布市立緑ヶ丘小学校
調布市立緑ヶ丘小学校（ちょうふしりつ みどりがおかしょうがっこう）は東京都調布市緑ケ丘にある公立小学校。

## 沿革
出典：
- 1965年（昭和40年）
  - 11月1日 - 調布市立緑ヶ丘小学校として創立。
  - 12月4日 - 調布市立滝坂小学校、調布市立若葉小学校[2]より編入される。
- 1966年（昭和41年）
  - 2月16日 - 開校式の挙行。
  - 11月1日 - 校章制定。
- 1968年（昭和43年）8月22日 - プールの完成。
- 1969年（昭和44年）3月25日 - 校歌「緑ヶ丘小学校のうた」の制定。（作詞：赤坂包夫、作曲：古関裕而[3][4]）

## 教育目標
- 明るい心とじょうぶな体の子
- 礼儀正しくきまりを守る子
- よく考え進んでやりぬく子

## 通学区域
- 普通学級[5]
  - 仙川町2丁目（1～4番・6～11番・14～19番）・3丁目（2～8番・12～17番）、緑ケ丘2 - 3丁目